# Los Molles (Chile)

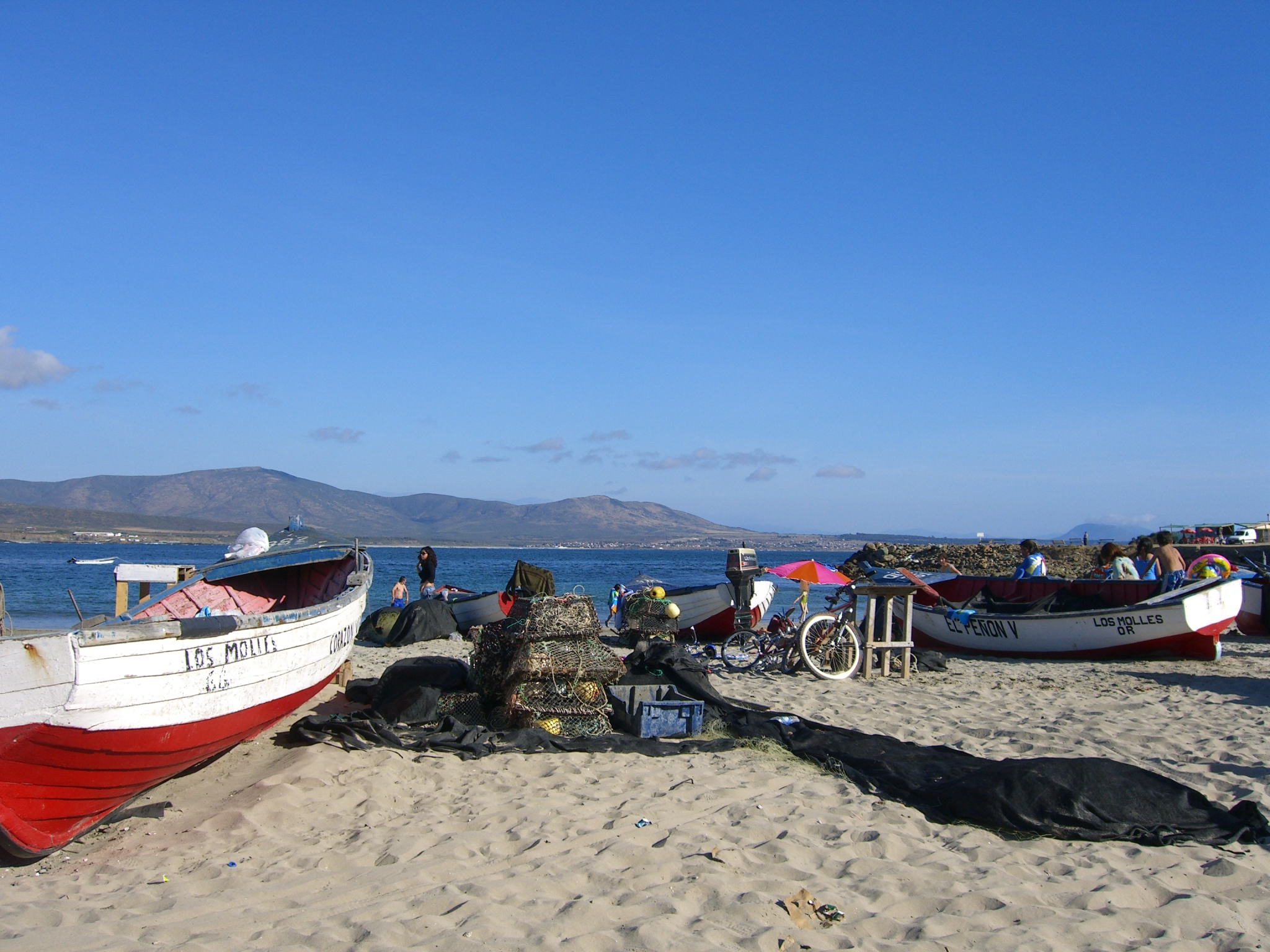
Botes de pesca artesanal en Los Molles.

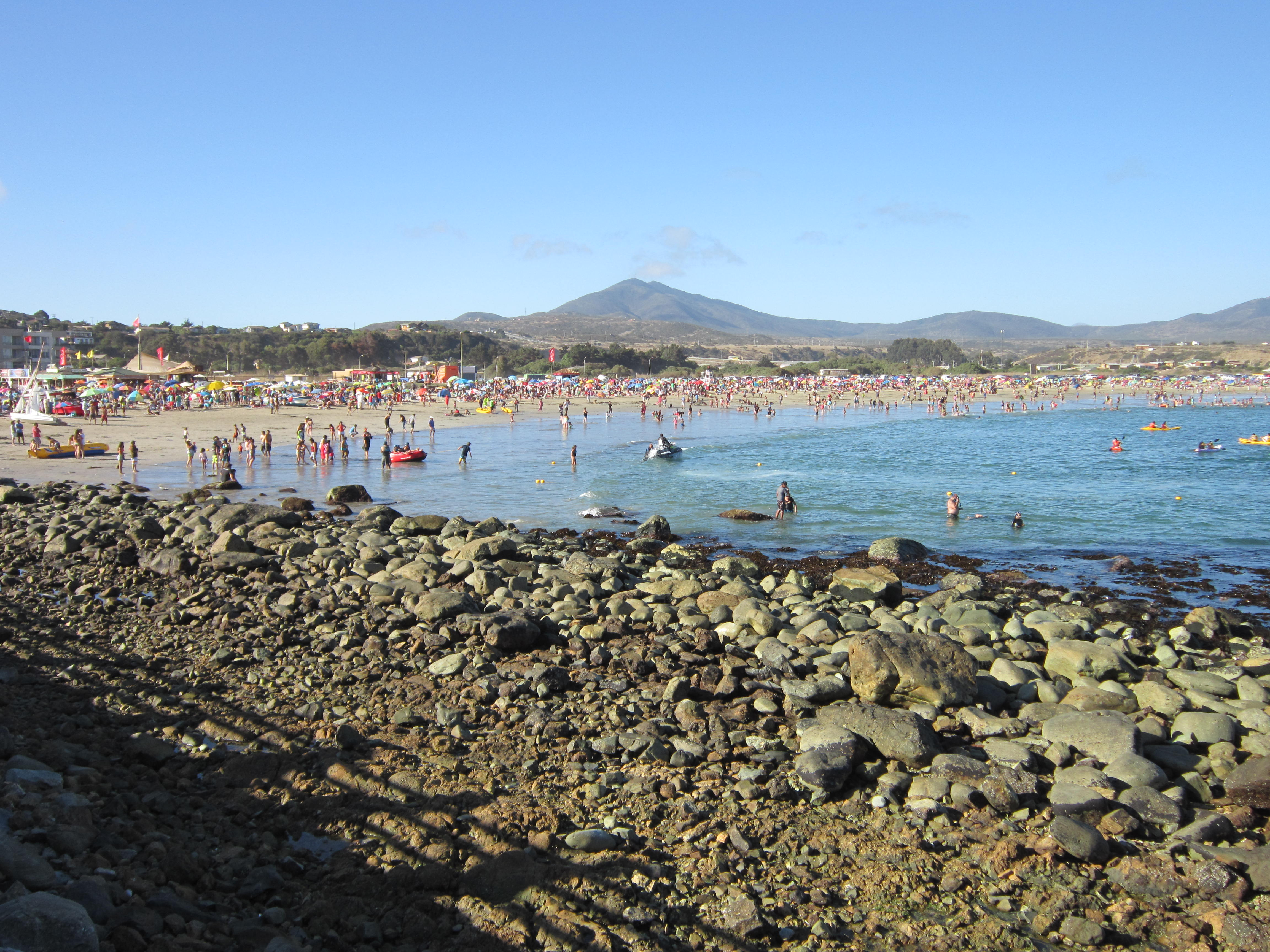
Playa de Los Molles en enero de 2014.

Los Molles es una localidad turística, pesquera y rural chilena. Pertenece a la comuna de La Ligua, provincia de Petorca, Región de Valparaíso y se ubica a 140 kilómetros de la Capital Regional Valparaíso, a 187 kilómetros al norte de la capital Santiago, y a unos 37 kilómetros al sur de Los Vilos, cerca de la Ruta 5 Norte, exactamente a 8 kilómetros al sur del límite hacia la región de Coquimbo.

## Historia
La caleta de pescadores fue fundada en los años 1960 por unas pocas familias originarias de la zona norte del país, mientras que la parte oriental, villa Huaquén, tiene su origen en la hacienda del mismo nombre (34713 hectáreas), en el valle homónimo (ubicado entre los valles de Quilimarí y Longotoma). Pertenecía a los padres mercedarios, que llegaron a esta zona junto con la expedición conquistadora que partió desde el Perú. Entre 1969 y 1970, en el contexto del proceso de reforma agraria iniciado por el gobierno de Eduardo Frei Montalva y acelerada bajo el de Salvador Allende, esta hacienda fue expropiada, transformándose en asentamiento campesino. Después del golpe de Estado de septiembre de 1973 encabezado por el general Augusto Pinochet, la dictadura militar ordenó que las unidades productivas provenientes de la reforma agraria debían asociarse y, además, pagar al fisco el 10% del valor total de las tierras. Se constituye entonces la Sociedad Agrícola Ganadera Huaquén Limitada, la que en 1994, por falta de acuerdo entre los socios, optó por dividir el predio entre sus miembros. Como resultado de este trato, la hacienda se reprivatizó y los exasentados obtuvieron las parcelas que hoy día forman el barrio Villa Huaquén de Los Molles. Una actividad económica importante fue durante mucho tiempo la floricultura, especialmente el cultivo de claveles, que en los últimos años ha ido disminuyendo en favor de la fabricación de productos agroalimentarios locales y de la artesanía, ocupaciones que han pasado a conformar el centro de la economía local.

## Población
Según  datos del censo de 2017 del INE, Los Molles tiene una población de 648 habitantes (329 hombres y 319 mujeres). El número de viviendas construidas en la localidad es de 1165, lo que refleja la mayor proporción de turistas y visitantes de temporada del balneario.

### Población flotante
Según cálculos de los residentes, en verano llegan diariamente alrededor de 10 000 personas a sus playas; este crecimiento se debe en parte al otorgamiento de permisos de construcción en localidades cercanas a Los Molles, como Santa María, La Ballena, Los Quinquelles etc., desde donde concurren visitantes por el día en la temporada estival.[cita requerida].

## Economía
Los Molles vive de la pesca, la agricultura y del turismo. Su área construida se divide así:
- entre el Estero y la Carretera Panamericana viven principalmente familias miembros del sindicato de trabajadores independientes de buzos y pescadores artesanales Caleta Los Molles, agrupados en algueros (16), armadores (23), mariscadores (31) y pescadores (43).[cita requerida][3] Esta agrupación es la entidad operadora del Área de Manejo y Explotación de Recursos Bentónicos Playa Los Molles, V Región.[4]
- al este de la Panamericana (villa Huaquén) viven los campesinos que suelen cultivar flores de exportación en sus invernaderos, especialmente claveles, alstroemerias, rosas, crisantemos, calas, gladiolos y jazmines comercializados a nivel nacional e internacional.[5] La Villa Huaquén es conocida también por sus talleres artesanales en tejidos y telas, cueros y mueblería. Fue aquí donde Sheila Hicks[6] fundara los primeros talleres artesanales a fines de los años 1950, en conjunto con el artista catalán Jaume Xifra y el francés Jean-Pierre Beranger.[7]
- en la parte alta, entre la playa y el parque privado del Puquén, se ubican las casas de los veraneantes, normalmente ocupadas de diciembre a marzo, así como durante los días de las Fiestas Patrias a inicios de primavera y Semana Santa en otoño. La mayoría son de construcción ligera (tipo cabañas), no están habitadas de manera permanente por sus propietarios y suelen ser alquiladas a turistas durante gran parte del año.
- La construcción de casas es otro de los oficios que tradicionalmente ha aportado ingresos a algunos de los pobladores de Los Molles. Sin embargo, por la escasez de agua que afecta a la zona y los problemas de su administración, la autoridad municipal ha tenido que detener el otorgamiento de permisos para nuevas construcciones.

### Acuicultura
Los Molles es sede de importantes instalaciones de acuicultura, tanto de gastrópodos (abalone) como de peces planos (turbot), actividades de tipo industrial, que habitualmente son fuentes de empleo para expescadores artesanales o sus descendientes.

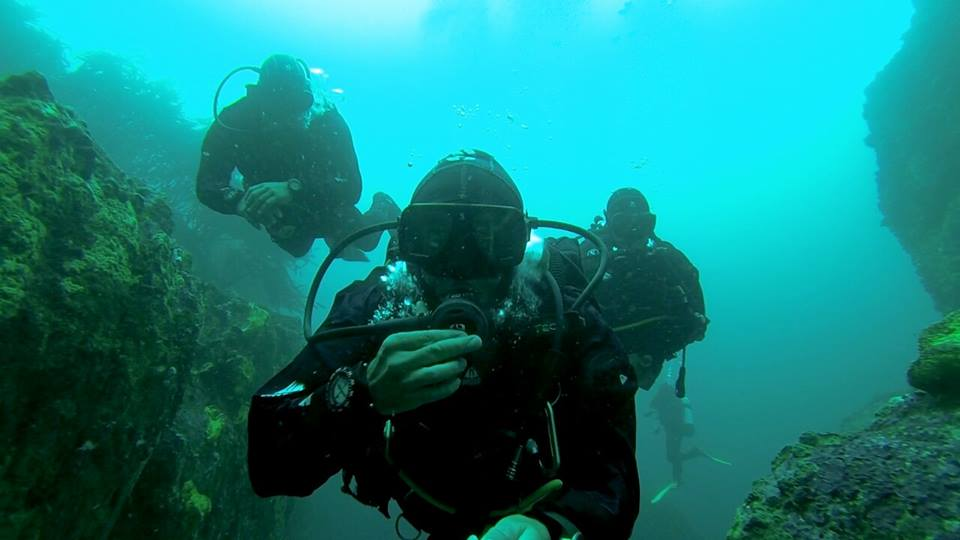
Buceo recreativo.

### Turismo
- Diversas instalaciones de arriendo de cabañas para turistas;
- Varios restaurantes con vista al mar
- Una zona de camping (Camping El Chivato)
- Varias escuelas de buceo deportivo y recreativo, turismo aventura y otras actividades de esparcimiento.

## Sitio prioritario de protección ecológica

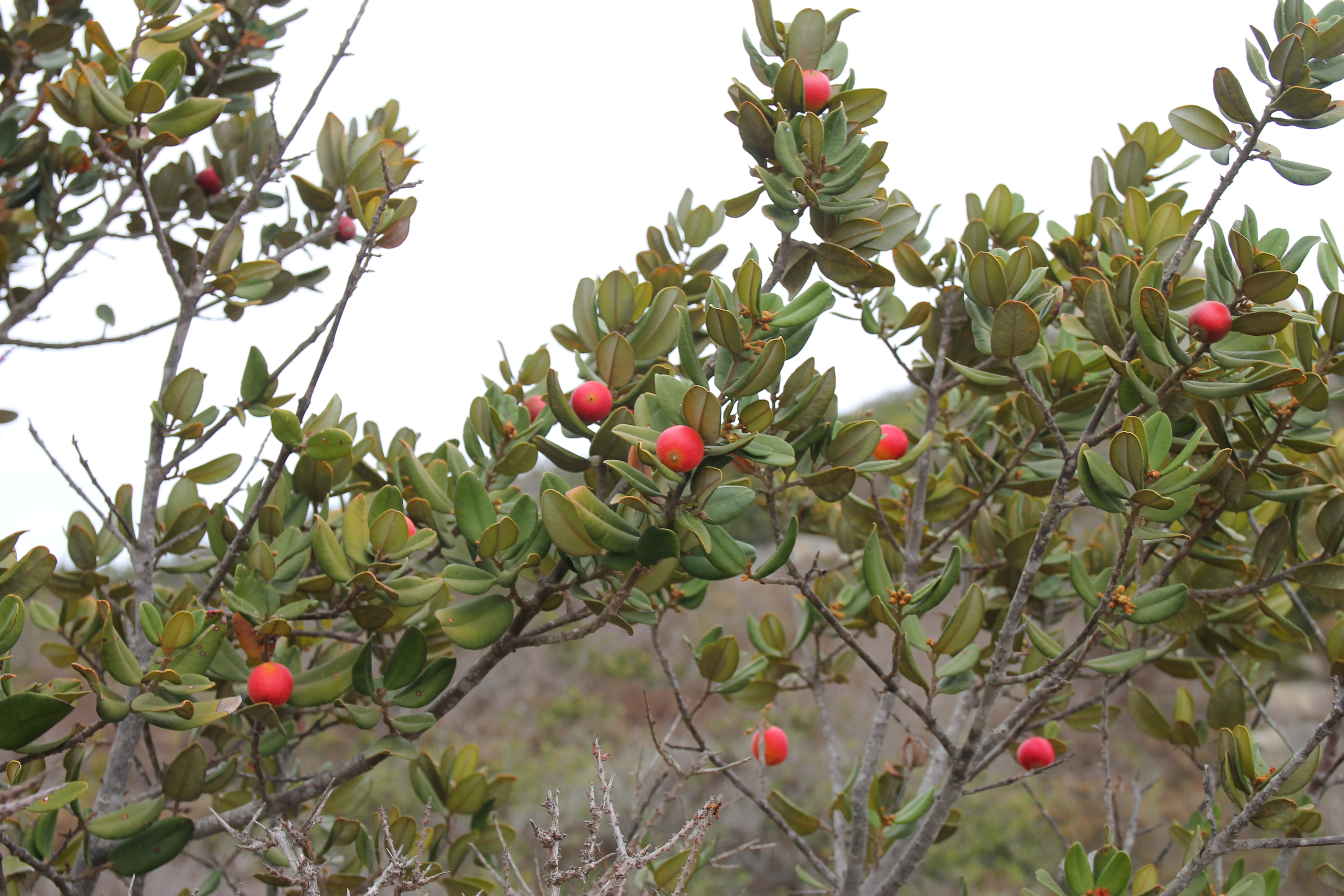
Lúcumo chileno en peligro de extinción.

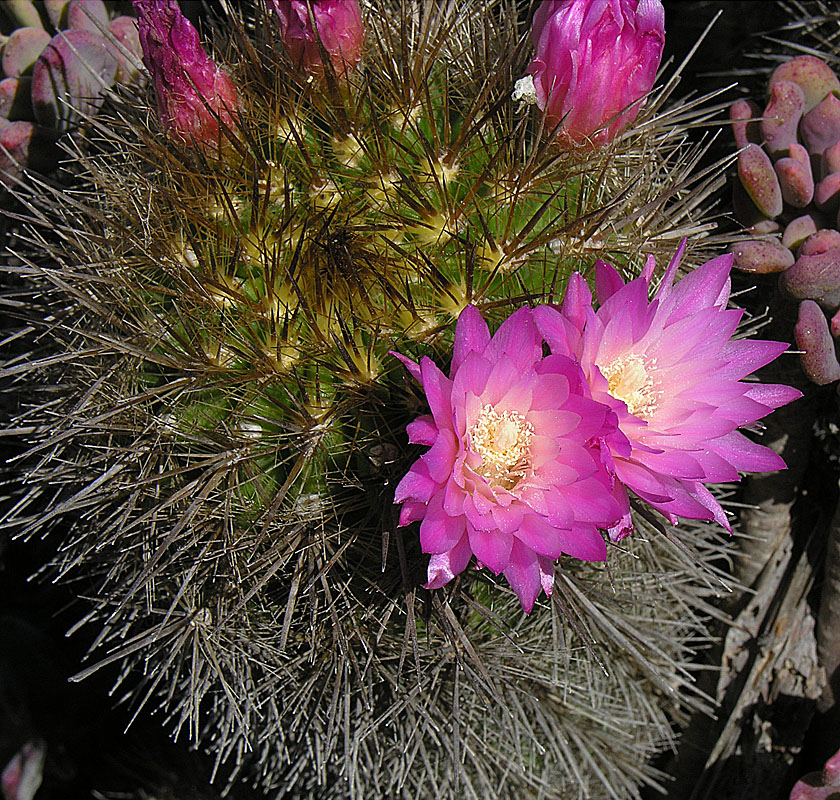
«Chilenito», cactácea en grave peligro de extinción.

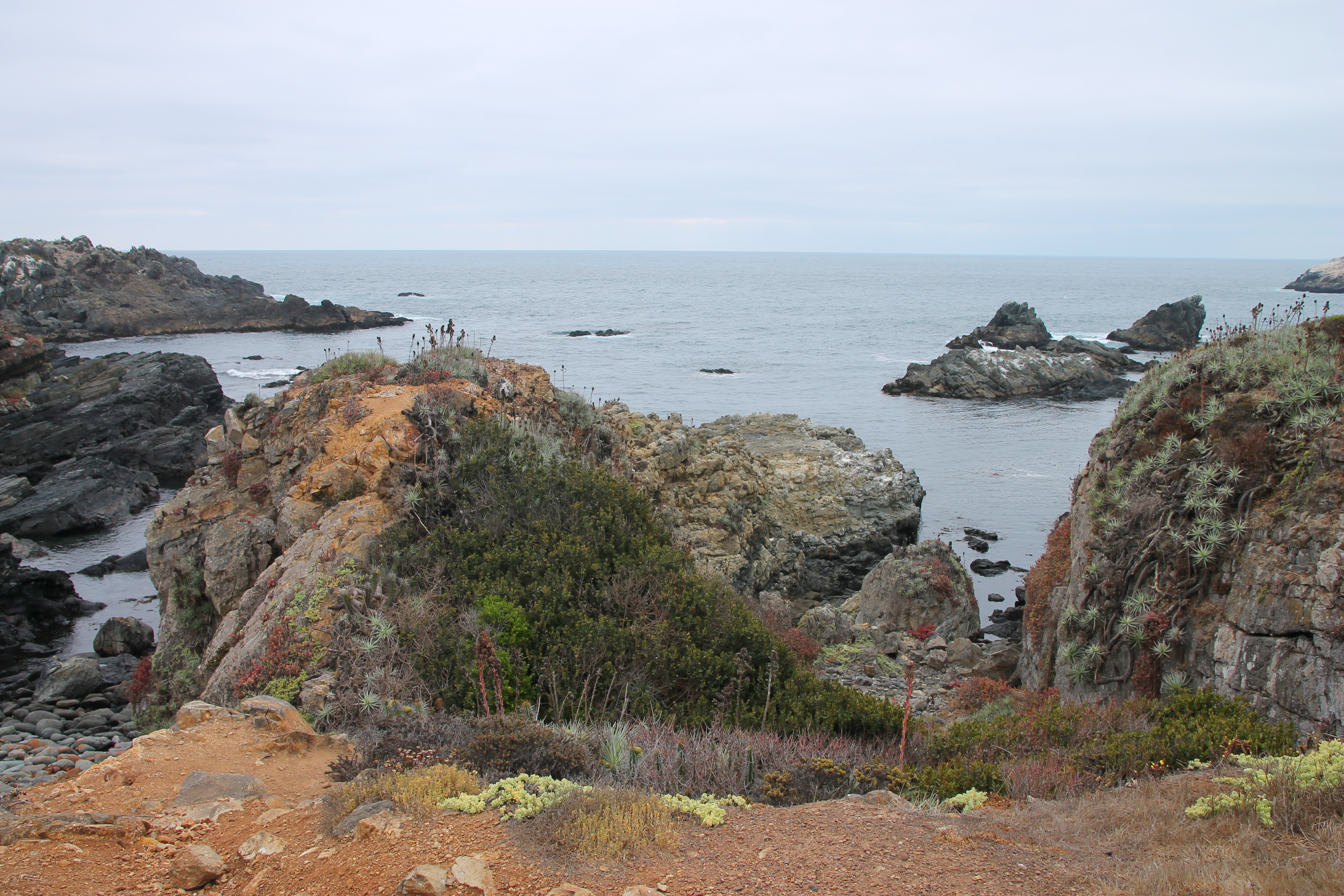
Bioparque Puquén

La franja costera que se extiende entre Los Molles y Pichidangui, aunque tiene un propietario privado, se encuentra bajo protección por parte de la Comisión Nacional del Medio Ambiente desde 2005, como parte de una estrategia regional de conservación de la diversidad biológica diseñada por esta entidad.
La razón de esta medida ha sido asegurar la conservación de especies de un alto grado de endemismo que componen las comunidades vegetales de la zona y la fauna del lugar. Entre ellas destaca el lúcumo chileno, cactáceas amenazadas como la Neoporteria  chilensis o Eriosyce chilensis, un cactus conocido en la zona con el nombre vulgar de «chilenito», que solo se encuentra en este lugar y que integra la lista de las 100 especies bajo mayor peligro de extinción, como asimismo varias especies de alstroemerias y una variedad de trébol de agua, la Marsilea mollis. En cuanto a la fauna, las dos especies que más requieren medidas protectoras para su conservación son el gato colocolo y el chungungo (nutria marina), ambas bajo severa amenaza de extinción.
En el acceso desde Los Molles a la zona prioritaria se encuentra el parque privado Puquén (del mapudungún: pukem ‘invierno’), administrado por la empresa Bioma, que se distingue por su belleza y gran valor turístico.  En el lugar, además del ya mencionado endemismo de sus especies, hay otros aspectos de interés científico, como la existencia de un pequeño yacimiento fosilífero con presencia de crustáceos, insectos fósiles, Branchiopoda (conchostracos triásicos). Además — y aunque falta aún mucho por estudiar en el lugar — se han realizado al menos dos prospecciones y levantamientos arqueológicos. Un atractivo central del parque es sin duda el Puquén, un caprichoso complejo de cuevas subterráneas entre los requeríos costeros con toma de agua desde el mar que produce la expulsión del agua de mar a gran presión a unos 20 metros por sobre la orilla. Bajo ciertas condiciones de oleaje o temporales, el agua se proyecta a gran altura, produciendo un efecto ópticamente similar al de un "géiser frío".
Como los propietarios de estos terrenos planeaban desarrollar en ellos un proyecto inmobiliario, en 2014 se propusieron ajustes y modificaciones mayores al plan regulador para permitir construcciones de hasta cinco plantas en la zona prioritaria de conservación. Aunque el intendente, Raúl Celis ha declarado que la medida permitiría un crecimiento «más ordenado y armónico», la población de Los Molles no comparte esta opinión y se ha organizado para oponerse a la medida. Distintas entidades del Estado que regulan la conservación de los parques naturales y el turismo (CONAF, SAG y SERNATUR) han expresado también su opinión contraria al proyecto inmobiliario por el enorme impacto que tendría para la flora y fauna de la zona de conservación.

## Desastre de 2002
En el invierno de 2002, una inusitada y fuerte lluvia azotó al sector. El temporal, que se trasformaría en aluvión posteriormente, sobrepasó los recolectores de aguas de lluvia establecidos, inundando la caleta Los Molles y la Villa Huaquén. Finalmente, provocó un efecto similar al de un tsunami y a las 14:45 del 3 de junio todas las viviendas de la villa estaban sumergidas bajo las aguas. El informe técnico detalla que "el colapso del tranque formado por un terraplén de ferrocarril produjo una violenta inundación que arrasó Villa Huaquén". Como resultado, cuatro personas murieron arrastradas por la masa de agua que alcanzó entre 1,5 a 4 m de alto. En la población de los pescadores, los daños también fueron de consideración. El sector se ve regularmente afectado por violentos temporales derivados de las fluctuaciones del Pacífico Sur (El Niño), pero la catástrofe de 2002 no fue resultado de un fenómeno natural, sino que se debió al abandono de la vía férrea norte y el descuido con la acumulación de materiales arrastrados por las aguas en el tranque. Caritas-Chile —con apoyo de recursos desde Caritas de Alemania— financió la construcción de 32 viviendas definitivas de 36 metros cuadrados y que fueron levantadas con pilotes de concreto para asegurar una mayor estabilidad.